# Teoría de la conspiración sobre sustancias químicas LGBT
A partir de la década de 2010, varias personalidades de los medios promovieron teorías de la conspiración que afirmaban que la exposición a contaminantes químicos interruptores endocrinos en el suministro de agua o en la dieta es responsable de un presunto aumento de la población gay o transgénero. Estas afirmaciones no están respaldadas por evidencia científica y han sido descritas como retórica anti-LGBT.

## Historia
Las investigaciones realizadas en la década del 2000 sugirieron que el herbicida atrazina, un disruptor endocrino, puede tener un efecto feminizante en las ranas macho, provocando que se vuelvan hermafroditas. Otras investigaciones no lograron reproducir estos resultados. Al revisar 19 estudios en total, la Agencia de Protección Ambiental de Estados Unidos concluyó en 2013 que la atrazina no tiene efectos consistentes sobre el desarrollo de los anfibios. De todos modos, el teórico de la conspiración y locutor de radio estadounidense Alex Jones afirmó que la atrazina había provocado que la mayoría de las ranas en los EE. UU. se volvieran homosexuales, y que el gobierno de los EE. UU. estaba librando una "operación de guerra química" para aumentar las tasas de homosexualidad y disminuir las tasas de natalidad. Una perorata viral de Jones en 2015 sobre "productos químicos en el agua que vuelven homosexuales a las malditas ranas" fue ampliamente objeto de burlas en las redes sociales y se convirtió en un meme de Internet.
Esta idea fue retomada más tarde por el abogado y activista antivacunas Robert F. Kennedy Jr., quien afirmó que la disforia de género en las infancias podría estar relacionada con la contaminación del agua con atrazina. La teoría de Kennedy fue criticada en varios medios de comunicación.
En el año 2010, durante la primera Conferencia Mundial de Pueblos sobre el Cambio Climático y la Madre Tierra, el entonces presidente de Bolivia, Evo Morales, declaró que la carne de pollo criado en superficies industriales «está cargad[a] de hormonas femeninas», y que «por eso, cuando los hombres comen esos pollos, tienen desviaciones en su ser como hombres», haciendo referencia a una supuesta relación directa entre la ingesta de ave de corral y la homosexualidad. Las declaraciones fueron criticadas por asociaciones LGBT+. Además, en el momento de las declaraciones de Morales, los pollos europeos destinados al consumo ya no se trataban con ningún tipo de hormonas, ya que su utilización había sido prohibida por la Unión Europea en 1981.

## Consenso científico
El consenso científico, como se resume en una revisión de 2016 en Psychological Science in the Public Interest, es que "no hay evidencia convincente de que la tasa de atracción hacia personas del mismo sexo haya variado mucho en el tiempo o el lugar". A diferencia de lo que se afirma sobre las sustancias químicas del agua, los efectos de las hormonas sobre la orientación sexual parecen ocurrir en la etapa prenatal, durante la organización del cerebro. Se ha demostrado que la exposición a disruptores endocrinos durante el desarrollo fetal afecta la diferenciación sexual del cerebro en animales, sin embargo, cualquier efecto sobre la orientación sexual o la identidad de género humana requiere más investigación.